# أدب رقمي
الأدب الرقمي أوالأدب الإلكتروني هو أحد أنواع الأدب الذي يتألف من أعمال أدبية تنشأ في بيئة رقمية أي عن طريق الحاسبات الشخصية والإنترنت، وهو الأدب الذي يجمع بين الأدبية والتكنولوجيا ولا يمكن تلقيه إلا عبر وسيط إلكتروني.

## تعريفه
كاثرين هيليس تناقش هذا النوع من الأدب في مقالة على الأنترنيت الأدب الالكتروني ماهو؟.وتقول في هذه المقالة التي كتبت عام2008 بأن الأدب الإلكتروني اختصر الكتابة المطبوعة بالكتابة الرقمية والذي يعني عادة الأدب الذي يقرأ الحاسوب. وكما تقول منظمة الأدب الالكتروني أيلو أو بالإنكليزية "ELO" (أن من المهم العمل مع الجانب الأدبي بصورة رقمية والاستفادة من القدرات والسياقات على الكومبيوتر وحده أو باستغلال شبكات الكومبيوتر كما تقول على موقعها الإلكتروني وصنفت هذا النوع من الأدب إلى
- الخيال النثري والشعر وأيضا داخل وخارج صفحات الانترنيت.
- الشعر الحركي الذي يعرض على هيئة فلاش واستخدام أنظمة تشغيل أخرى.
- المنشآت الفنية على الانترنيت مثل المنتديات التي يساهم فيها عدد من الأعضاء والزوار وكذلك تطلب منهم المشاركة بالأعمال الأدبية.
- والمحادثة الفورية التي تسمى بالإنكليزية "Chatterbots".
- الخيال التفاعلي والذي يسمى أيضا بال"Interactive fiction".
- الروايات التي تأخذ شكل رسائل في البريد الالكتروني أو الرسائل النصية على النقال.
- القصائد والقصص التي يتم إنشاؤها من قبل أجهزة الكمبيوتر، إما بشكل تبادلي أو استنادا إلى معايير معينة في بداية.
- مشاريع الكتابة التعاونية التي تسمح للآخرين بالمساهمة بنص الكتابة.
- العروض الأدبية على الانترنيت والتي طورت طرق جديدة للكتابة.

## مصطلحات ارتبطت بالأدب الرقمي
ارتبط ظهور مفهوم الأدب الرقمي بظهور التقنية المعتمدة على مكون ثنائي (1-0) ويقابل هذا المفهوم مصطلحات أخرى أبرزها:
- الأدب التفاعلي
- الإبداع التفاعلي
- الأدب الترابطي
- الادب التكنولوجي
- الأدب التكنو أدبي.[1]

## الحفاظ على الأدب الإلكتروني وأرشيفه
وفقا لهيلس، ان هذا النوع من الأدب معرض للضياع لصعوبة الحفاظ عليه لمدة عشرة سنين أو أقل. نظرا لطبيعة كتابته على صفحات الإنترنت وخطورة ضياع الفرصة لبناء التقاليد المرتبطة بالأدب الإلكتروني كما هو الحال عليه في الأدب المطبوع. ومن ناحية أخرى هناك بعض منه تم لا زال يقرأ كما هو الحال عليه مع الأديب مايكل جويس وقصته «بعد الظهر» الذي كتبها عام 1987 والتي لا تزال تقرأ على الأقراص المدمجة.